# Aphodius bimaculatus
Aphodius bimaculatus és una espècie de coleòpter de la família Escarabèids que habita a Europa central, Europa Oriental i Àsia Occidental.